# الدشاش (فلم)
الدشاش: هو فيلمٌ مصري. بدأ عرض في مصر يوم 1 يناير، وفي بقية الدول العربية يوم 8 يناير 2025.
يمثل الفيلم عودة لمحمد سعد إلى السينما بعد غياب دام حوالي خمس سنوات.

## قصة الفيلم
يدور العمل حول (الدشاش) والذي يمتلك ملهى ليلي ويدخل طوال الوقت في عدوات عديدة، ولكن حينما يتعرض لأزمة تقلب حياته رأسًا على عقب؛ يسعى للتحول إلى شخص أفضل.

## إنتاج الفيلم
الفيلم من بطولة محمد سعد، زينة، باسم سمرة، نسرين طافش، نسرين أمين، مصطفى أبو سريع، محمد جمعة، وليد فواز، رشوان توفيق، محمد يوسف أوزو، عفاف مصطفى، وتأليف جوزيف فوزى وإخراج سامح عبد العزيز.
الفيلم يجمه محمد سعد مع زينة بعد 16 سنة من آخر فيلم جمعهما، وهو فيلم بوشكاش عام 2008.

## إيرادات الفيلم
حقق الفيلم في مصر إيرادات بلغت 73,522,032 جنيه مصري.بينما في السعودية حقق الفيلم إيرادات بلغت 6 مليون ريال (+80 مليون جنيه مصري).وفي الإمارات بلغت إيراداته 559,642 دولار.